# Karl Tollet
Karl Tollet (Nord-Pas-de-Calais, ?) is een Franse striptekenaar en illustrator. Hij is de tekenaar van onder meer de serie De keuken van de duivel en het album 300 gram.

## Carrière
Na het behalen van zijn baccalaureaat volgde Tollet cursussen grafisch design voor strips aan het Sint-Lucasinstituut in Brussel. Na enige reclameopdrachten maakte hij in 1999-2000 zijn eerste stripreeks S.C.A.L.P. op scenario van Jean Wacquet bestaande uit twee albums. 
Vanaf 2004 volgde een samenwerking met de scenarist Damien Marie waarmee hij in vier jaar tijd vier albums maakte in de reeks De keuken van de duivel, uitgegeven door Vents d'Ouest en vanaf 2012 door uitgeverij Medusa. In 2010 maakten zij samen het tweeluik Dieu en in 2011-2012 het tweeluik La poussière des Anges. In 2014 volgde het historische album Thérèse Dragon. In 2017 tekende hij het vijfde album in de reeks L'art du crime op scenario van Olivier Berlion.
In 2021 publiceerde Dark Dragon Books zijn (ongekleurde) album 300 gram, wederom op scenario van Damien Marie. Het album verhaalt de avonturen van een Amsterdamse straatmeid in de zeventiende eeuw.